# Я сама
«Я сама» — первое женское ток-шоу на российском телевидении, выходившее на ТВ-6 в 1995—2001 годах по средам в вечернее время. Ведущая — Юлия Меньшова. Её соведущими в разное время выступали психологи Ольга Сердобова и Ирина Хрисанфова, а также писатель Мария Арбатова.
Являлась одной из наиболее известных и рейтинговых программ телеканала. «Это был прорыв на нашем телевидении», — отмечала критик Вита Рамм.

## История
Идея программы принадлежит Татьяне Фониной (в прошлом — редактор ток-шоу «Тема» на 1-м канале Останкино), её поддержал заместитель генерального директора ТВ-6 Иван Демидов. В первую очередь, для программы проводился кастинг соведущих-экспертов, которыми, по задумке, должны были являться две женщины — феминистских и традиционных взглядов. После этого начались поиски главной ведущей. Изначально ею должна была стать Татьяна Веденеева, но она на тот момент проживала во Франции и отказывалась от условий съёмок — пять выпусков в один день. Тем самым, на пробы были приглашены закадровые сотрудницы программы Виктора Мережко «Моё кино». В их числе была Юлия Меньшова, дочь известного актёра Владимира Меньшова, которая и прошла кастинг.
Первый эфир состоялся 22 февраля 1995 года. Название передачи «Я сама» было придумано самой Меньшовой. Ранее в качестве рабочих вариантов рассматривались названия «Я — женщина» и «Клуб женских сердец». Ток-шоу было ориентировано на женскую аудиторию: в нём обсуждались семейные проблемы гостей, отношения с мужчинами, личная жизнь известных деятелей культуры (чаще всего исполнителей песен) и так далее. В студии находилась трибуна, за которой сидели мужчины с именными табличками, тогда как герои передачи занимали отдельные места в центре. Зрители в студии — исключительно женского пола. 50-минутная передача снималась до двух с половиной часов, по окончании съёмочного процесса у посетителей студии (обладателей билетов-приглашений на программу) также была возможность взять автограф у ведущей, сфотографироваться или постоять рядом с ней. На протяжении своего существования в эфире передача неоднократно привлекала внимание телевизионных критиков и публики, а сама Меньшова стала ассоциироваться у многих телезрителей именно с данной передачей.
18 февраля 1998 года после месячного перерыва вышла программа под названием «Я сама… собственной персоной», отснятая после рождения у Юлии Меньшовой сына Андрея. Данный выпуск был целиком посвящён самой Меньшовой, ведущим был Артур Крупенин.
Летом 1999 года на ТВ-6 начались финансовые проблемы, руководство телеканала стало выделять на передачу меньше денег. Соведущим Юлии Меньшовой (на тот момент — Мария Арбатова и Ольга Сердобова) также казалось, что темы выпусков стали носить преимущественно рекламный характер. В итоге Арбатова и Сердобова покинули ток-шоу, а его формат был изменён впоследствии. В студии появился большой экран, а рассказ героини стал сопровождаться демонстрацией её архивных фотографий, видеосъёмок из домашних архивов, интервью с друзьями, родными, знакомыми и соседями. В роли экспертов стали выступать различные психологи и бывшие героини ток-шоу. Иногда участниками передачи в данном формате могли становиться и российские звёзды. Первая передача в таком формате вышла в эфир 6 октября 1999 года, в рамках нового сезона на ТВ-6. Увеличение рекламных выпусков программы, в свою очередь, её ведущая объясняла статусом ТВ-6 как частного коммерческого телеканала, живущего без государственных дотаций на самостоятельно заработанные деньги.
В 2000 году появилась информация о том, что Юлия Меньшова может покинуть ТВ-6 и ведёт переговоры с телеканалом НТВ, однако этого не произошло по причине того, что значительная часть женской аудитории канала была у программы «Женский взгляд» с Оксаной Пушкиной. Поэтому Меньшова продолжила работу на прежнем месте.
С осени 2000 года, в рамках перехода ТВ-6 на более тесное сотрудничество со сторонними производителями телеконтента, программа стала производиться независимой компанией ООО «Студия Юлии Меньшовой», в то время как её основатель уже не являлся штатным сотрудником ТВ-6.

## Закрытие
В апреле-мае 2001 года на ТВ-6 по приглашению владельца телеканала Бориса Березовского пришла команда закадровых сотрудников и журналистов под руководством Евгения Киселёва, незадолго до этого покинувшая НТВ. Через некоторое время значительная часть работников и ведущих ТВ-6 ушла с канала, а многие программы были закрыты. Среди передач, которые Евгений Киселёв хотел сохранить на канале, была и «Я сама». Новое руководство предложило Меньшовой иные условия покупки её передачи: была предложена новая коммерческая цена в 5 рублей вместо бывших 100 рублей. В конечном счёте Юлия Меньшова прекратила сотрудничество с ТВ-6, а её программа выходила на этом канале вплоть до истечения срока её договора.
Последний оригинальный выпуск программы на ТВ-6 прошёл 29 июня 2001 года. К тому периоду в связи с изменением сетки вещания её время выхода в эфир было перемещено на вечер пятницы (21:40). 1 июля у телеканала истекли все контракты с независимыми производителями (в том числе и с теми, кто делал ток-шоу «Я сама»), ни один из которых он в конечном итоге продлевать не стал: новая концепция не подразумевала размещение в сетке вещания такого большого количества развлекательных и «несерьёзных» телепередач, как прежде. После этого, с 13 июля по 24 августа 2001 года по пятницам вечером с повтором в субботу днём выходили повторные показы лучших старых выпусков. На последней неделе демонстрации повторов также был ещё раз показан спецпроект программы «Я сама» «Я — супермодель» (чья премьера проходила с 1 февраля по 1 марта 2001 года), героинями которого стали видные топ-модели тех лет: Наоми Кэмпбелл, Клаудия Шиффер, Эль Макферсон, Карен Малдер, Карла Бруни.
В начале осени 2001 года пресс-служба ТВ-6 официально подтвердила информацию, что программы «Я сама» на этом канале больше не существует. С этого же периода Меньшова стала вести на НТВ (куда перешла часть бывшего персонала со старого ТВ-6) схожее по концепции с «Я сама» ток-шоу «Продолжение следует», которое, тем не менее, просуществовало ровно год, а затем также было закрыто.
С марта 2025 года на Rutube-канале «Я САМА» публикуются архивные выпуски ток-шоу за разные годы, при этом титры из исходников систематически вырезаются.

## Награды
- В 1999 году программа стала обладателем телевизионной премии ТЭФИ в номинации «Ток-шоу, ведущий ток-шоу»[61].